# 莱德 (南达科他州)
莱德（英語：Lead），是美国南达科他州下属的一座城市。根据2010年美国人口普查，该市有人口3,124人。2011年估计该市人口约有3,154人，年增长率为0.96%。